# Podkrušnohorský přivaděč

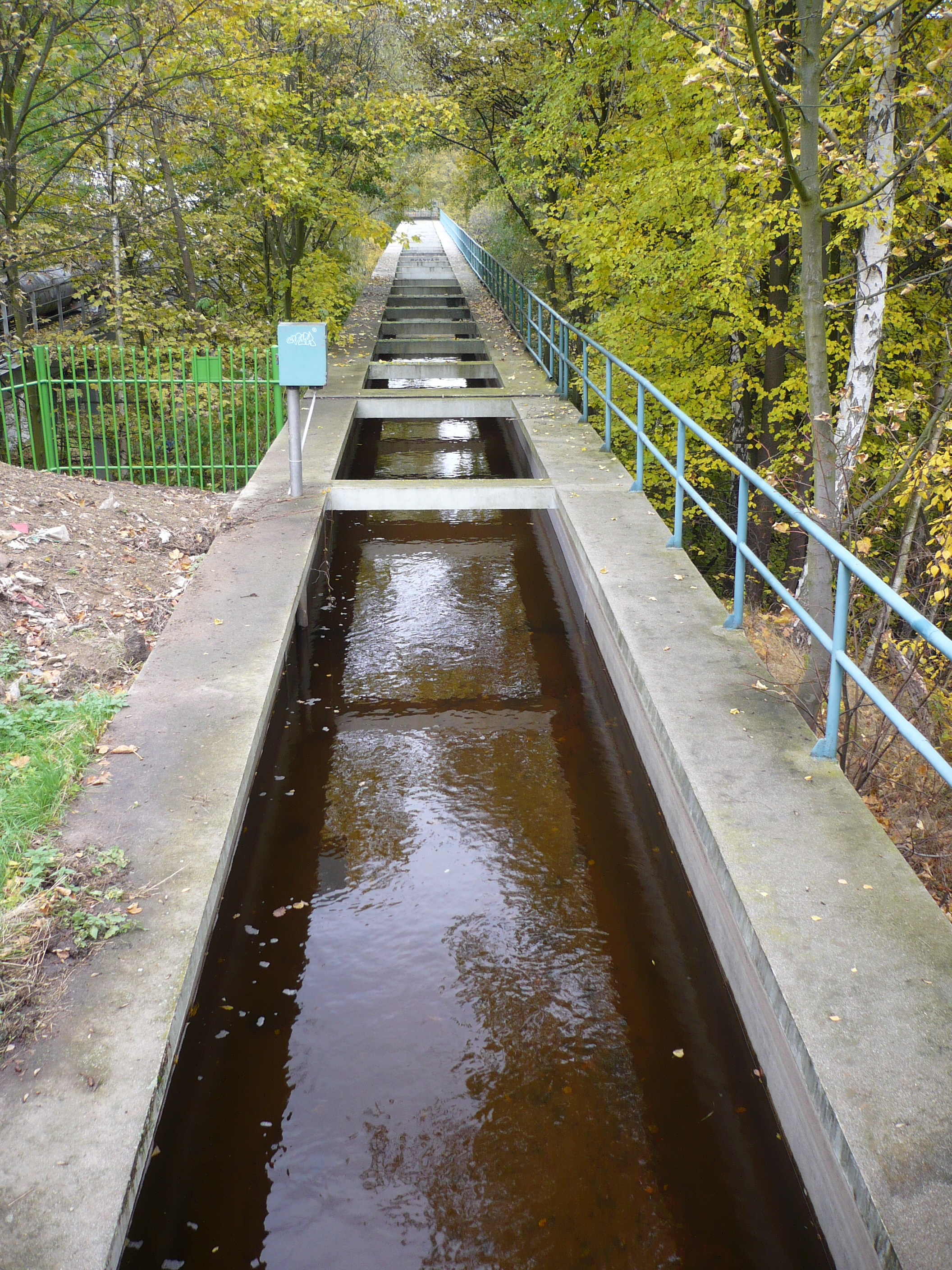
Aquädukt über Chomutovka

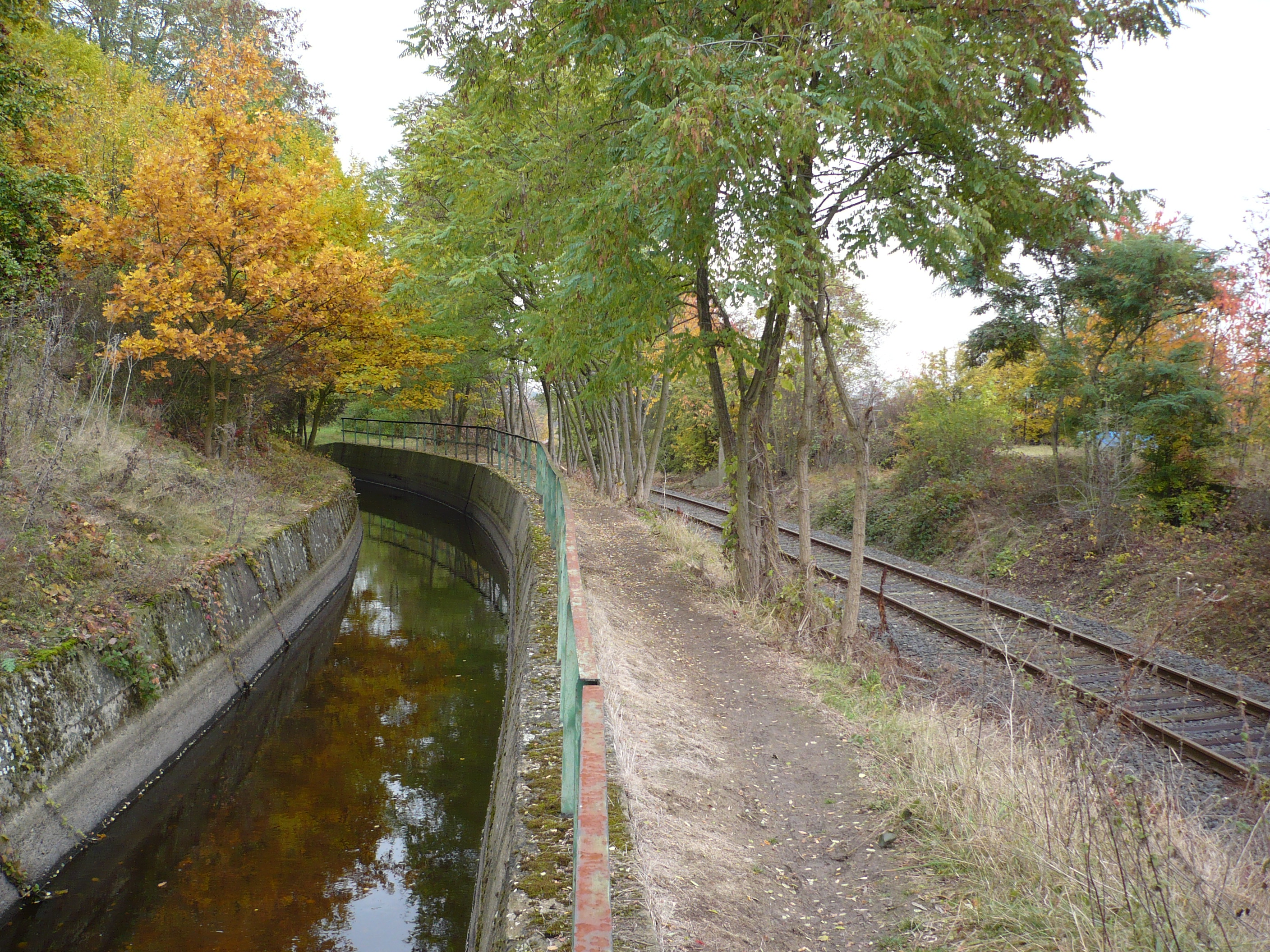
Přivaděč Ohře–Bílina und Bahnstrecke Chomutov–Vejprty

Der Podkrušnohorský přivaděč, auch Přivaděč Ohře–Bílina ist ein Wasserzuführungssystem in Tschechien. Es verbindet auf einer Länge von 33,8 Kilometer die Eger mit der Bílina und erstreckt sich am südlichen Fuße des Erzgebirges zwischen Klášterec nad Ohří und Jirkov.

## Geographie
Der Podkrušnohorský přivaděč führt von der Eger bei Rašovice das abgepumpte Wasser über eine 3,2 Kilometer lange Rohrleitung gegen Norden zu einem Überlauf, der sich nordöstlich des Dorfes Ciboušov einhundert Meter über dem Wasserspiegel der Eger befindet. Über weitere drei Kilometer führt der Wasserlauf durch einen mit Betonpaneelen abgedeckten Kanal am nördlichen Fuße der Aschehalde des Kraftwerkes Prunéřov entlang, bevor er im ehemaligen Setzbecken zu Tage tritt.
Bei Nová Víska wird der Kanal über den Prunéřovský potok (Brunnersdorfer Bach) geführt. Am Kanal liegen nachfolgend die Orte Zelená und Málkov. Über Černovice und Horní Ves, wo er in einem Aquädukt die Chomutovka überquert, führt der Podkrušnohorský přivaděč am nördlichen Stadtrand von Chomutov vorbei. Zwischen Březenec, Vinařice und Jirkov hindurch führt der Kanal nach Nordosten.
Ursprünglich speiste der Kanal in Březenec die Bílina. Seit 1973 führt er sein Wasser über Vinařice, Červený Hrádek und Drmaly bis Vysoká Pec, wo sich südlich bei Nové Drmaly ein Wasserteiler befindet, der den einen Teil des Wassers in den Stausee Újezd, den anderen nördlich der Bahnstation Kyjice am Eingang zum Ervěnický koridor direkt in die Bílina einspeist.

## Geschichte
Der Bau des Přivaděč Ohře–Bílina begann 1957. Er diente zur Brauchwasserversorgung des Industriegebietes in Chomutov als auch als Auffanggewässer für mehrere kleinere Erzgebirgsbäche, deren Wasser er am Tagebaugebiet des Nordböhmischen Beckens zur Bílina leitete und damit die Gruben vor Überflutungen schützte. Zugleich gewährleistet die Wasserführung aus dem Podkrušnohorský přivaděč einen stabilen Wasserfluss in der Bílina und verhindert deren Austrocknung in Trockenzeiten. Im Jahre 1967 war der Kanalbau zunächst vollendet. Sechs Jahre später wurde er nach der Aufgabe des Stausees Dřínov unter dem Namen Podkrušnohorský přivaděč wieder aufgenommen und bis zum Ervěnický koridor verlängert.
Seine Bauzeit gliedert sich in zwei Etappen. Die Brauchwasserzuführung Přivaděč Ohře–Bílina entstand zwischen 1957 und 1967. Neben der 3,2 Kilometer langen Rohrleitung gehört zu ihr ein Kanal von 22,4 Kilometer Länge mit einem maximalen Durchfluss von 27 m³/s. Zwischen 1973 und 1982 wurde der Abschnitt zwischen der Bílina und dem Ervěnický koridor errichtet, der eine Durchflusskapazität von 56 m³/s hat.

## Zuflüsse
- Lužnička (l), unterhalb Blahuňov
- Lideňský potok (l) in Zelená
- Hutná (l und r) in Málkov
- Hačka-Kanal (r), bei Černovice aus den Teichen Uklidňující nádrž und Panský rybník
- Hačka (l), bei Chomutov
- Lužec (l), bei Červený Hrádek
- Kundratický potok (l) in Vysoká Pec
- Vesnický potok (l) in Vysoká Pec

## Abflüsse
- Hačka (r), bei Chomutov